# Olympiaskivan '84 och Olympiakassetten '84
Olympiaskivan '84 och Olympiakassetten '84 släpptes av Sveriges Olympiska Kommitté 1983 på grammofonskiva respektive kassettband och är en samling av blandade artister. Samlingen utkom inför Olympiska vinterspelen 1984 och Olympiska sommarspelen 1984, och innehåller sånger framförda av svenska artister och grupper som var populära då, i början av 1980-talet, och gick samman för att marknadsföra Sverige inom den olympiska rörelsen.

## Låtlista

### Sida A
1. The Heat is on - Agnetha Fältskog
2. Om du har lust - Per Gessle
3. Yes Box Allright - Hansson de Wolfe United
4. In the Long Run - Björn Skifs
5. Du skriver dina kärlekssånger - Kikki Danielsson
6. Det här är bara början - Vikingarna
7. Raggare - Magnus Uggla

### Sida B
1. I kvinnornas ögon - Ulf Lundell
2. Life - Carola Häggkvist
3. Under Attack - Abba
4. Dreamer - Elisabeth Andreasson
5. Vi är på gång - Tomas Ledin
6. Killgubbar - Totte Wallin
7. American Patrol - Ingmar Nordströms